# 디에고 로드리게스 페르난데스
디에고 로드리게스 페르난데스(스페인어: Diego Rodríguez Fernández, 1960년 4월 20일, 카나리아 제도 라 오로타바 ~)는 줄여서 디에고(스페인어: Diego)로도 알려진 스페인의 전직 축구 선수로, 현역 시절 중앙 수비수로 활약했다.
그는 20년 넘게 이어온 현역 시절에 세비야의 주요 두 구단 베티스와 세비야에서 모두 활약했었고, 총 450번의 라 리가 경기에 출전했다.

## 클럽 경력
디에고는 테네리페 라 오로타바 출신이다. 인근 테네리페에서 프로 무대 신고식을 치른 그는 1982-83 시즌을 앞두고 베티스로 이적하여 250번에 가까운 공식 경기에 출전하여 라 리가에서 4골을 기록했다.
6년 후, 디에고는 안달루시아 이웃 세비야로 이적하여 붙박이 주전으로 거듭난 것은 물론 베티스 시절처럼 주장을 세비야에서의 마지막 해인 1995-96 시즌까지 맡았다. 그의 최소 출전 시즌은 24번 경기에 출전한 1994-95 시즌으로, 소속 구단은 리그를 5위로 마쳐 UEFA컵에 진출했다.
디에고는 1998년 6월 38세로 세군다 디비시온의 알바세테에서 은퇴했지만, 아마추어 도스 에르마나스에서 불혹을 넘어서까지 축구를 했다. 2002년 2월, 축구를 그만둔 지 얼마 지나지 않아 감독일을 시작했고, 그는 세군다 디비시온의 시우다드 무르시아에서 알폰소 구스만의 수석 코치를 맡다가 시즌 막판 10경기에서 그를 대신해 사령탑을 맡았다.
2008년, 디에고는 세비야로 복귀해 3군 감독을 맡았고, 이듬해에는 2군 감독으로 올라섰다. 그가 처음 감독을 맡은 경기는 0-8로 패한 에르쿨레스와의 2부 리그 경기였고, 2010년 2월 중순에 해임되었다.

## 국가대표팀 경력
디에고는 1988년 2월 24일 말라가에서 1-2로 패한 체코슬로바키아와의 친선경기에서 첫 스페인 국가대표팀 경기에 출전했다. 그는 같은 해에 유럽 선수권 대회의 스페인 선수 명단에 이름을 올렸다.

## 같이 보기
- 라리가 선수 목록 (400경기 이상 출전)
- 레알 베티스 선수 목록 (100경기 이상 출전)